# Ommatius nigra
Ommatius nigra är en tvåvingeart som först beskrevs av Ignaz Rudolph Schiner 1868.  Ommatius nigra ingår i släktet Ommatius och familjen rovflugor. Inga underarter finns listade i Catalogue of Life.